# خاتونارخ نرکین
خاتونارخ نرکین یک منطقهٔ مسکونی در ارمنستان است که در استان آرارات واقع شده‌است.